# نصب (نحو)
نَصب یکی از انواع اعراب در عربی است. به کلمه‌ای که دارای اعراب نصب باشد، منصوب می‌گویند.

## علایم نصب
علامت اصلی نصب، فَتحِه (ــَـ) است، ولی در موارد زیر «الف»، «یاء» و «کسره» جانشین فتحه می‌شود.
- در مثنی و جمع مذکر سالم و ملحقات آنان: «یاء» جانشین فتحه می‌شود.
- در جمع مؤنث سالم: «کسره» جانشین فتحه می‌شود.
- در اسماء سته: «الف» جانشین فتحه می‌شود.[۱]